# Partido Fascista Russo

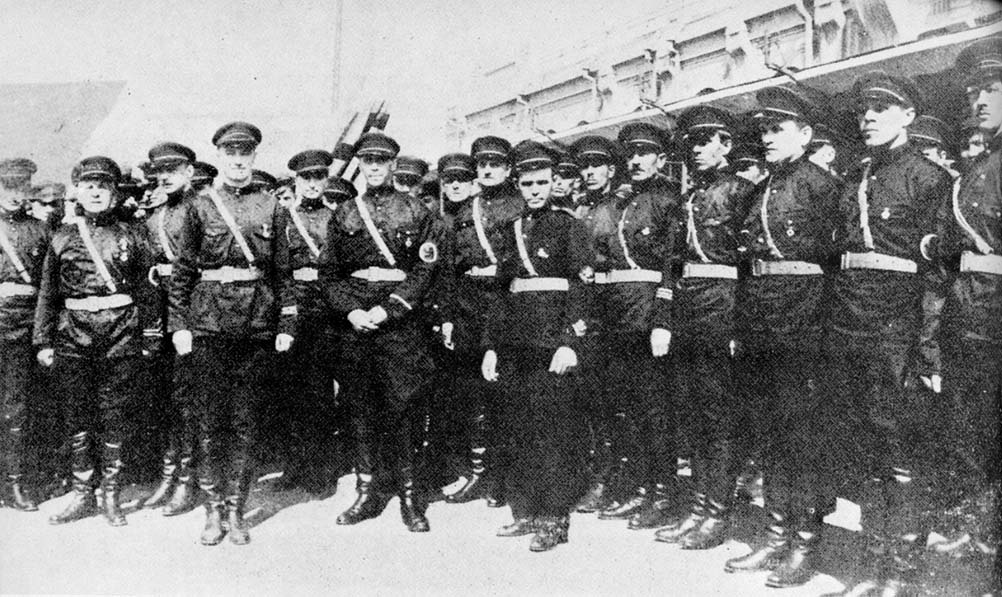
PFR (Partido Fascista Russo) Camisas pretas na estação de Harbin, em 1934, Aguardando a chegada de seu líder Konstantin Rodzaevsky

O Partido Fascista Russo (PFR) (em russo:  Российская фашистская партия), às vezes chamado de Partido Fascista de Toda a Rússia, foi um pequeno movimento emigrante russo que tinha sua base em Manchukuo entre os anos de 1930 e 1940, aproximadamente.

## História
O fascismo existiu entre os russos da Manchouli desde a Revolução de Outubro e foi promovido pela pequena Organização russa fascista, entre outras. Uma convenção secreta de vários grupos foi realizada, levando à fundação do PFR sob a presidência do general Vladimir Dmitrievich Kozmin. Konstantin Rodzaevsky tornou-se secretário-geral do comitê central do partido em 26 de maio de 1931, tornando-se o líder de fato do partido. Adotando o slogan "Deus, Pátria, e Trabalho" e publicando o jornal Natsiya, o partido usou o estilo italiano de fascismo para tirar proveito da posição instável dos líderes bolcheviques em face da oposição externa e interna.
Através da cooperação com o Japão, o PFR se tornou o mais influente grupo emigrante em Manchukuo, criando uma escola partidária em Harbin, em 1932.  Rodzaevsky também ajudou o Exército Imperial japonês na formação do Destacamento Asano, as forças especiais de etnia puramente russa no Exército Kwantung, organizada para a realização de sabotagem contra as forças soviéticas no caso de qualquer invasão japonesa da Sibéria e áreas Extremo Oriente russo.
O partido também desenvolveu laços estreitos com grupos semelhantes nos Estados Unidos, incluindo Anastasy Vonsyatsky durante o seu exílio.  Em 24 de março de 1934 uma fusão foi aprovada em Tóquio, entre o SDP e apoiadores de Vonsyatsky (que també usava o rótulo de Organização Fascista Russa), embora, mais tarde, tenham entrado em conflito sobre as tentativas de Rodzaevsky para acomodar russos mais conservadores, bem como por seu antissemitismo, que Vonsyatsky rejeitava.  Eventualmente, o PFR rompeu com os norte-americanos, e em 1935 Vonsyatsky foi expulso, rompendo para formar um movimento ainda menor nos Estados Unidos  chamado "Partido Nacional Revolucionário Russo", que era de orientação anticomunista e afirmou que sua intenção era apenas "formar na Rússia um governo verdadeiramente democrático".

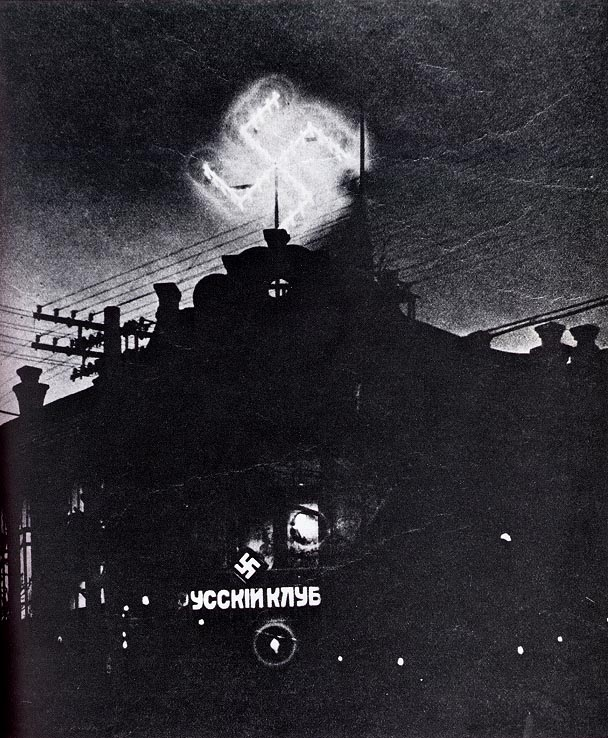
Suástica iluminada no quartel general do PFR na Manchouli

No entanto, o PFR sob Rodzaevsky tinha crescido em importância e angariou 20.000 ativistas em maio de 1935. Subsidiárias da SDP foram criados - Movimento das Mulheres Fascistas Russas (RGFD), União da Juventude Fascista, União de Fascistas Jovens - Vanguarda (meninos), União de Fascistas Jovens - Vanguarda (meninas), União de Fascistas Pequeninos. O livro de Rodzaevsky, "O Estado Nacional Russo", delineou o programa do partido para estabelecer o fascismo na Rússia até 1 de Maio de 1938, incluindo o desejo de livrar-se dos judeus, o que indica uma forte quebra da "ala Vonsyatsky". O partido também teve um forte compromisso com a Igreja Ortodoxa Russa, prometendo uma relação especial entre a Igreja e o Estado em sua Rússia fascista projetada. O grupo também prometeu respeitar as tradições de nacionalidades da Rússia e instigar o corporativismo.
A partir de 1940 até dezembro de 1941, houve uma retomada da cooperação entre Konstantin Rodzaevsky e Vonsyatsky Anastasy, interrompida pelo início da Guerra nipo-americana.
Quando a guerra foi declarada, as atividades do PFR fora da Manchúria lentamente chegaram ao fim, enquanto o grupo estava restringido pelos japoneses após o Pacto nipônico-soviético de 1941. O grupo chegou ao fim em 1945, quando o Exército Vermelho invadiu Manchukuo na invasão soviética da Manchúria, com Rodzaevsky eventualmente rendendo-se antes de ser executado no ano seguinte. 